# キャンセル・カルチャー
キャンセル・カルチャー（英語: cancel culture）またはキャンセルカルチャー、コールアウト・カルチャー/コールアウトカルチャー（英語: call-out culture）は、「容認されない言動を行った」とみなされた個人が「社会正義」を理由に法律に基づかない形で排斥・追放されたり解雇されたりする文化的現象を表す。この排斥は対象者の社会的・職業的な領域に及ぶこともあり、有名人に関するものが最も注目されやすい。排斥することは「キャンセルする」と言われる。

## 概要
キャンセルカルチャーはアメリカ合衆国で生まれた言葉である。この用語の起源は1980年代に遡り、1981年のシックのアルバム「Take It Off」には、別れをテレビ番組の「キャンセル」（打ち切り）に例えた曲「Your Love Is Cancelled」が収録されている。この曲は、ナイル・ロジャースが、彼の有名人としての地位を悪用しようとした女性と交際して失敗した後に書いたものである。「Your Love Is Cancelled」は、脚本家のバリー・マイケル・クーパーにインスピレーションを与え、1991年の映画「ニュー・ジャック・シティ」に女性がキャンセルされるという表現を盛り込んだ。
2015年頃までに、「キャンセル」という概念はツイッターを利用するアフリカ系アメリカ人の間で広まり、人物や作品への支援を止める「個人的な」判断を指すようになった。ニューヨーク・タイムズ紙のジョン・エンゲル・ブロムウィッチによると、「キャンセル」のこうした用法は「完全に投資を止めること」を意味したという。その後、ニューヨーク・タイムズによると、「キャンセル」という言葉は「キャンセル対象者に対する怒りに満ちたネット上での反応」を指すようになった。やがて個別のキャンセル事例が蓄積されて群集心理が形成されていき、キャンセルは「文化」とみなされるようになった。キャンセル・カルチャーに関する議論は2019年後半から増え始めたとされる。2020年、リガヤ・ミシャンはニューヨークタイムズに次のように書いている。

「この言葉は、自警団による正義から敵対的な議論、ストーカー行為、脅迫、嫌がらせまで、オンラインとオフラインの両方で起こる事件に、混乱的に適用されている。…キャンセルというアイデア（正確な言葉ではないにしても）を支持する人々は、簡単な謝罪や撤回以上のものを求めているが、その目的が特定の間違いを正すことなのか、より大きな力の不均衡を是正することなのかは必ずしも明確ではない」
同じ意味を持つ用語「コールアウト・カルチャー」は＃MeToo運動の一環として使われてきた。#MeToo運動は、主に女性に対し、強い権力を持つ性加害者を告発することを奨励したものであった。さらに、アフリカ系アメリカ人が経験する不平等、偏見、差別の告発を目指すブラック・ライブズ・マター運動は、警察官による黒人への殺害行為を糾弾した。
一般的にキャンセル・カルチャーは主にソーシャル・ネットワーキング・サービス（SNS）上に見られる。抗議行為自体は「canceling」（キャンセリング）と呼ばれ、抗議の対象になることは「canceled」（キャンセルド）と呼ばれる。キャンセルカルチャー的な活動は「ボイコット運動」や「ノープラットフォーミング（デプラットフォーミング）」などと呼ばれていた。
キャンセルの対象は、存命人物の直近の言動、存命人物の過去の言動、歴史上の人物の過去の言動、という3つの類型がある。3つ目の例としては、過去の軍人や政治家の銅像や記念碑などが、戦争や人種差別を理由として抗議対象となることが挙げられる。コールアウト・カルチャーがエスカレートしたものがキャンセル・カルチャーとする見方もある。
キャンセル・カルチャーには否定的な意味合いがあり、バラク・オバマ元大統領などキャンセル・カルチャーに批判的な者は、非生産的であり真の社会変化をもたらさず、ネットいじめに等しいなどと否定的な見解を示している。一方で、サラ・マナビスのように、キャンセル・カルチャーの存在を疑問視する者もおり、そうした人々は同じような形の排斥運動は「キャンセル・カルチャー」という言葉が生まれるずっと前から存在していたとという見解を示している。

## 学術的・法的視点
ハーバード大学教授のピッパ・ノリスが書いた記事によると、キャンセルカルチャーをめぐる論争は、疎外されたコミュニティの人々に発言権を与えるものだと主張する人々と、キャンセルカルチャーは言論の自由や開かれた議論の機会を妨げ、危険であると主張する人々との間で繰り広げられている。ノリスは、キャンセルカルチャーの台頭にソーシャルメディアが寄与している役割を強調している。さらに、オンラインコミュニケーション研究では、SNSを通じて連帯した活動家たちによる文化戦争の激化が実証されている。ノリスはまた、SNSで少数的な意見を表明することへの躊躇や、個人の意見、特に政治的意見が多数派グループの規範や理解に反するため非難されるのではないかと恐れることの背景に、沈黙の螺旋が一因である可能性があると述べている
。
社会心理学者のジョナサン・ハイトとグレッグ・ルキアノフは、『傷つきやすいアメリカの大学生たち』で、大学のキャンパスで発生しているキャンセル・カルチャーの背景に、いわゆる「安全主義」、つまり他者への実際的または道徳的な懸念へのトレードオフを嫌がる道徳文化があると述べている。ミシガン州立大学のメディア研究者キース・ハンプトンは、この慣行は米国の政治的二極化の一因となっているが、世論の変化には繋がっていないと主張している。メディア研究者のイブ・ンは、キャンセルカルチャーを「典型的には周縁化された大衆の『叫び』声の集合体や、権力者への強い批判表明」と表現している。文化研究者のフランシス・E・リーは、キャンセル・カルチャーは「間違った、抑圧的な、または不適切な」意見の自主規制に繋がると述べている。ミシガン大学のリサ・ナカムラによると、誰かをキャンセルすることは「文化的ボイコット」の一形態であり、キャンセルカルチャーは、ソーシャルメディアで提示されるものに対して限られた力しか持たない大衆がそれをコントロールしたいという欲求と「集中化されていない説明責任」の必要性から生まれた「究極の代理的表現」である。
キャンセルカルチャーの代替案や改善案を提案している学者もいる。批判的多文化主義を専門とするアニタ・ブライトは、「コールアウト」ではなく「コールイン」を提案した。これは「責任」という考えよりも「人間的で謙虚で、橋を渡す」観点をより前面に押し出すためであるという。臨床カウンセラーのアンナ・リチャーズは、「批判をする際に自分の動機を分析することを学ぶ」ことが、コールアウト・カルチャーを生産的に機能させるのに役立つと述べている。イェール大学の哲学者ジョシュア・ノベは、公の場での非難は効果的ではなく、社会は犯罪者やペルソナ・ノン・グラータと見做された人物に対してあまりにもすぐに判断を下すと主張している。ノベは、これらの行動は個人に悪影響をもたらすため、社会の大多数が参加するポジティブな行動に集中することが最善だと述べている。
元米国労働長官ユージン・スカリアは、キャンセルカルチャーは言論の自由の一種であり、したがってアメリカ合衆国憲法修正第1条で保護されていると述べている。スカリアによると、キャンセルカルチャーは弁護人依頼権を侵害する可能性があり、これは弁護士には物議を醸す話題に関わって個人的および職業的な悪評が生じることを恐れる者もいるためであるという
2023年にバドライトがトランスジェンダーのディラン・マルバニーと行ったキャンペーンに対して、保守派を中心に不買運動が展開された。これはキャンセルカルチャーと消費者の反発の一例である。

## 論争
ローマ教皇フランシスコは、キャンセル・カルチャーは「イデオロギーの植民地主義の一形態であり、表現の自由の余地を残さないもの」であり、「全てのアイデンティティの感覚をキャンセルすることになる」と述べた。
オバマ大統領やネル・アーヴィン・ペインター、イェール大学ギルダー・レーマン奴隷制・抵抗・廃止研究センター所長のデイビッド・ブライト、サルマン・ラシュディ、ハリド・ハリファ、マシュー・イグレシアスなど「政治的に誤っている」とみなした表現に対する過剰な対応へ批判しており、左派・リベラル層でも賛否事項となっている。米国の民主党議員や同党支持層では、キャンセルカルチャーへの賛否が起きている。2018年4月にバラク・オバマ元大統領はベルリンでのオバマ財団イベントで「アメリカの進歩主義者」に対する心配事項の一つに「硬直性」だとし、キャンセルカルチャーについて「純粋さから逸脱した」味方への攻撃、「サーキュラー・ファイアリング・スクワッド(内ゲバ)英:circular firing squad」を引き起こしてしまうと指摘している。2019年には「世の中を良くするためには誰かの非を指摘し、攻撃するしかない」と考えるキャンセルカルチャー支持者に対して、SNSの影響で加速しているとし、「罪とは無縁で過去に間違いのない人などいない。世の中は純粋ではなく、もっと複雑なものだ。」「とてもいいことをしている人にも欠点はある」と指摘した。オバマは、彼らのような常に政治的にWokeな考えの者は「現実と妥協することができない」とし、このような考え方から早く乗り越えたほうがいいと語っている。2022年には、キャンセルカルチャーと共に、それを支持する「一部の民主党員」を「buzzkills」と批判している。アメリカ合衆国元アメリカ合衆国大統領のバラク・オバマは「本当に良いことをする人も失敗することがある。あなたが戦っている人は子供を愛しているかもしれないし、あなたと特定のことを共有しているかもしれない」「世の中のために良いことをしたと気分が良くなって、あとは傍観者を決め込むやり方で世の中を変えることなどできない」と述べ、ソーシャルメディアのキャンセル・カルチャーに対して警告した。2024年にリベラル教授・作家・メディアの言論の自由と学問の自由も標的になった際には、メディアの中でもキャンセルカルチャーの一翼を担っていたニューヨーク・タイムズでも「自分の信念を貫くことは称賛に値することだが、そうすることで何の悪影響もないという保証はないのだ。」などとし、キャンセル側を非難する記事が掲載された。
ブラック・ライヴズ・マターの共同設立者であるパトリッセ・カラーズは、社会運動はインターネットに接続したり、誰かをキャンセルするために抗議したりするだけではないと述べている。
英国のリシ・スナク首相は、特定の集団が「自分たちの見解を他者に押し付けようとしている」キャンセルカルチャーを現代世界の危険の一つに挙げた。
哲学者のスラヴォイ・ジジェクは、「キャンセル・カルチャーは、その暗黙の妄想とともに、性的マイノリティが長い間苦しんできた現実の暴力と不寛容を埋め合わせようとする切迫した明らかに自滅的な試みである。しかし、それは文化的な要塞、疑似的な「安全な空間」への退避であり、その言説的狂信は単に多数派の抵抗を強めるだけである」と述べている。
『ヴァイス』の記者コナー・ガレルは、キャンセル・カルチャーが「キャンセルされた人の生活と快適性に具体的または意味のある影響を与えることはほとんどない」と述べている。
2023年にフロリダ州議会の上院議員が「Ultimate Cancel Act（究極のキャンセル法）」と名付けられた法案を州選挙管理委員会に提出した。内容としては、「過去に奴隷制や強制労働を提唱または支持していた」政党の届け出と地位を「直ちに取り消す」ことが定められており、19世紀の南北戦争で奴隷制を支持していたが、キャンセルカルチャーを支持する左派活動家の支持する民主党へキャンセルカルチャーを適応させる法律である。法案を提出した上院議員は「左派活動家はここ何年にもわたり、過去の言動を理由に人や企業を『キャンセル』攻撃しており、この基準を使えば同じ理由で民主党そのものをキャンセルしないのは偽善といえる」と指摘した。
2021年、太平洋戦争中の日本軍の慰安婦と雇用主との間の契約について分析した論文を発表したハーバード大学のマーク・ラムザイヤー教授に対し、不正研究などを理由に論文の撤回を求めて署名活動が行われた。最終的に不正の嫌疑は晴れたが、SNSを中心に教授に対する誹謗中傷が繰り返された。この時、オープンレターなどを通じて運動を主導したのは、複数の大学に籍を置く学者達だった。賛同者にはノーベル経済学賞の受賞者もいた。一連の出来事をキャンセル・カルチャーとして批判する者もいる。
ミシガン大学のリサ・ナカムラは「パンデミックで人々がSNSに割く時間がさらに増え、ストレスのはけ口としてキャンセルのターゲット探しが活性化している。時として、人は知らずに間違いを犯すこともある」と述べている。
ドナルド・トランプ前米大統領は2020年7月の演説でキャンセルカルチャーを批判し、それを全体主義に例え、反対者を職場から追い出し服従を要求することで罰し、恥をかかせる政治的武器だと述べた。しかしトランプはその後、過去に個人や企業のキャンセルを試みたとして偽善的であると批判された。トランプは2020年の共和党全国大会でも同様の主張をし、キャンセルカルチャーの目的は、まともなアメリカ人を解雇、追放、辱め、屈辱を与え、社会から追い出される恐怖の中で生きさせることだと述べた.。また、一部のメディアもキャンセル・カルチャーについて、萎縮効果を誘発しかねないと主張した。

### 世論
ピュー研究所が実施した調査では、10,000人のアメリカ人を対象に、キャンセル・カルチャーに関して、特にキャンセル・カルチャーという用語を誰が聞いたことがあるか、アメリカ人がキャンセル・カルチャーをどのように定義しているかについて、一連の様々な質問が行われた。2020年9月、アメリカ人の44％は、このフレーズについて少なくともかなりの量を聞いたと述べている。一方、22％は多くのことを聞いており、32％は全く聞いていないと述べている。18–29歳のアメリカ人の43％は、キャンセル・カルチャーについて多くのことを聞いているが、65歳以上のアメリカ人の12％だけが、多くのことを聞いた。更に、同じ調査の中で、キャンセル・カルチャーについて多くのことを聞いたアメリカ人の44％に、キャンセル・カルチャーをどのように定義したかを尋ねた。それらのアメリカ人の49％は、人々が他人に説明責任を負わせるために取る行動と説明し、14％はキャンセル・カルチャーを表現や歴史の検閲として説明し、12％は他人に危害を加えるために行われる卑劣な行動としてそれを定義している。
2020年7月にモーニング・コンサルトが実施したアメリカの登録有権者を対象にした調査によると、「公人や企業が不快または不快と見なされることを行った、または言った後、その支持を撤回する（またはキャンセルする）慣行」とキャンセル・カルチャーを定義することが一般的だった。回答者の40％は、ソーシャルメディアを含め、公人や企業からの支持を撤回したことがあると述べている。これは、不快または不快と見なされることを行った、または述べたためであり、8％がこれに頻繁に関与したことがある。行動は年齢によって異なり、18-34歳の有権者の過半数（55％）がキャンセル・カルチャーに参加したと述べているが、65歳以上の有権者の約3分の1（32％）がソーシャルメディアでの行動に参加したと述べている。実践に対する態度はまちまちで、回答者の44％がキャンセル・カルチャーを不支持、32％が支持、24％が分からないか意見はないと答えた。さらに、46％はキャンセルカルチャーが過剰だと考えており、10％だけが過剰ではないと考えていた。
ハーバードアメリカ政治研究センターとザ・ハリス・ポールによる2021年3月の世論調査では、回答者の64％が「キャンセル・カルチャーの成長」を自由への脅威と見なし、他の36％はそうとは見なしていないことが分かった。回答者の36％がキャンセル・カルチャーは大きな問題であり、32％は中程度の問題であり、20％は小さな問題であり、13％は問題ではないと述べている。54％は、インターネット上で意見を表明した場合、キャンセルまたは解雇されることを懸念していると述べ、他の46％は、懸念していないと述べた。
2021年11月のHill/HarrisXの調査によると、登録有権者の71％が、キャンセル・カルチャーが過剰だと強くまたはある程度感じており、共和党員（76％）、民主党員（70％）、無党派層（68％）がそのように答えた。同じ世論調査では、登録有権者の69％が、キャンセル・カルチャーは、過去の行動や発言で人々を不当に罰すると感じていたのに対し、31％はそうではないと答えた。共和党員（79％）は、民主党員（65％）や無所属（64％）と比較して、不当だと答える割合が高かった。
『USAトゥデイ』の記者ダルヴィン・ブラウンは、J・K・ローリングなど153人の公的人物によって署名され、ハーパーズ・マガジンに掲載された「正義と開かれた議論に関する書簡」を、キャンセル・カルチャーに関する議論の「頂点」を示すものとして説明している。この書簡は、「反対意見への不寛容、公に辱めることと排斥の流行、複雑な政治問題を盲目的な道徳的確実性で解決する傾向」に反対する意見を示した。
作家の橘玲は、自著『世界はなぜ地獄になるのか』の中で、アメリカでは「マイノリティに配慮するための研修」が一部の活動家の資金源になっている側面があると主張しており、これをキャンセルカルチャー産業と呼んでいる。橘は「地雷に触れて「爆死（炎上）」する者が増えれば増えるほど、サービスへの需要が殺到し富が増えていく」としている。
ニューヨーク在住のジャーナリストのシェリーめぐみは、アメリカのZ世代にとって「消費は投票」であるとし、「自らの購買力を駆使して企業に影響を与えることで、人権を守ろうとしている」「企業は売り上げ減や株価下落などの危機に直面し、彼らの要求に応えるしかない。こうした動きが繰り返され、アメリカの若者と企業は人権や社会正義のメッセージを共に出すことで、社会の潮流を作っている」と評している。

### メディアの反応
アメリカのテレビアニメシリーズ『サウスパーク』は、番組の第22シーズン（2018年）を宣伝する独自の「#CancelSouthPark」キャンペーンでキャンセルカルチャーを皮肉り、嘲笑した。
キャンセル・カルチャーは、デイヴ・シャペルによる2019年のスタンダップコメディショー『デイヴ・シャペルのどこ吹く風』では主要なテーマで皮肉られており、キャンセル・カルチャーを行う者の過敏症への抗議が意図されていた。
2022年トッド・フィールドが監督を務めた映画『TAR』は、アンチキャンセルカルチャーのメッセージが込められていると、複数の映画評論家によって批評された。

## 日本

### 事例
- 我が国でキャンセルカルチャーが法的に争われたものとして、弁護士でもあるタレントが刑事弁護人に対する懲戒請求を呼びかけた行為が争われた光市母子殺害事件弁護団懲戒請求事件が挙げられており[90]、そこでは懲戒請求を呼びかけた行為についても「表現行為の一環」として捉えられている。そして、調査官解説では、「表現行為が名誉・信用毀損、業務妨害、プライバシー侵害にまで至らない場合には、人格的利益の侵害の違法性の判断については、表現行為の重要性を特に踏まえ、これを不当に制限して萎縮効果を生じさせることのないように慎重に検討することが求められる。」とキャンセルカルチャーという表現に対する規制について慎重な姿勢を示している点が注目されている[90]。
- 2021年7月に、東京オリンピックの演出に参加する予定だったクリエイター2人が、過去の雑誌や公演での言動によって解任された。ミュージシャンの小山田圭吾についてはいじめ行為を行ったとされる1994年と1995年のインタビュー記事[注釈 2]、演出家の小林賢太郎については1998年のコントで「ユダヤ人大量惨殺ごっこ」等とホロコーストを扱うセリフを使用していたことが解任理由とされた。日本経済新聞は、これが日本初の本格的なキャンセルカルチャーになったと推察した[92]。
- 2023年に表面化したジャニー喜多川性加害問題も、2019年に死去したジャニー喜多川の過去の行いに対するキャンセル・カルチャーの一例として取り上げられる[93][94][95][83]。例えば、ジャーナリストのシェリーめぐみは、「1人の犯罪者のために皆が犠牲になるのはフェアではない」として「関ジャニ∞」や「ジャニーズWEST」「ジャニーズJr.」などのグループ名や屋号を変更することの必要性に疑問を呈している[83]。特に漫画家・評論家の小林よしのりは、本問題を「史上最大のキャンセルカルチャー」と評している[93]。

### 問題点
キャンセルカルチャーの問題点として以下が挙げられている。
1. 法治主義からの逸脱
  - キャンセルカルチャーには法の不遡及の原則がないため、法治主義から逸脱することがある。何年、何十年も前の言動を発掘してきて、それをいまこの瞬間の価値観や社会正義の基準で裁いている[96]。その企業や人物を排除すること自体を意図している[97]。
  - ジャニーズ性加害問題当事者の会は、ジャニーズ事務所（現SMILE-UP.）に対して「具体的な補償額についても法を越えた救済を図るよう求めます」と要望しており[98]、事務所側も消滅時効に関わらず法を超えた補償を行うと宣言した[99]。
2. 対抗言論の困難さ
  - 告発された者に対抗言論の機会が十分に与えられず、一方的かつ不可逆的に排除の手続きが進められることがある[96]。過去の行為に対する謝罪に効果がなく、長きに渡って多数の出演がキャンセルされたり、謝罪がさらなる反発にさらされたりするケースもある[100][101][102]。
  - 例えば、前述の小山田圭吾・たぬかなは当該の行為を謝罪・弁明したものの批判の声が収まらず、解任・解雇された事例とされる[103][104][注釈 3]。ただし、小山田の場合は、法的処罰対象となる犯罪行為である[106][107]。小林賢太郎・石川界人・加藤純一の事例は違法行為をした訳ではないが、対抗言論の機会もなく即座に解任された[108][109][110][注釈 4]。ジャニー喜多川も、問題視されるようになった2023年時点ですでに死去しており、全く抗弁の余地はなかった。

他方、キャンセルカルチャー批判に対する批判として、キャンセルカルチャーも表現の自由の行使であることや、対抗言論の困難さという概念がヘイトスピーチやポルノグラフィに対する批判として生まれた概念であり、キャンセルカルチャー批判がよって立つ従来的な表現の自由論と整合しない点が指摘されている。

### 言論人の見解
成蹊大学の伊藤昌亮は、現代は炎上すべてを御法度としていては成り立たない時代であり、運動の目的が対象への攻撃そのものとなっている場合は繰り返しキャンセル運動が起きるため、自社の考えを表明することが大事だと述べている。
文筆家の御田寺圭は、キャンセルカルチャーについて、論拠も乏しいまま、被告発者を「差別主義者」や「歴史修正主義者」などとレッテルを貼って糾弾し、被告発者の社会的生命が終わるまでとことん仕事や名誉を奪う超法規的な集団リンチであると述べている。また、キャンセルカルチャーが「対象の社会的追放や名誉の取り消しを目的とした集団的抗議行動」と事実上なっているのが問題であり、キャンセルカルチャーが批判されているのは「マイノリティーを差別したい自由を守りたいからではない」と評している。
作家の真鍋厚は、キャンセルカルチャーの参加者について、前述のオバマの発言を引用した上で、「社会的弱者に手を差し伸べるといった、それ相応の関係性やコストが伴う行動主義は敬遠するくせに、ソーシャルメディア上で指先を動かすだけで「世の中を変えた」気になり、まるで正義の鉄槌を下した英雄のごとく振る舞う恥知らずな人々」と評している。
作家の橘玲は、自著『世界はなぜ地獄になるのか』の中で、SNSは正義をローコストで行うことのできるエンタテインメントに変貌させたと述べた。また、欧米日問わず、ネットユーザーが鬱憤を晴らすためや、単に糾弾したい欲求を満たすために使われ、正義執行を大義名分に暴走した正義を振りかざすことができる娯楽として行われているとしている。
精神科医の内田舞は、差別的な発言をした人物を非難することは正しいかもしれないが、その人物を正義の名の下に大勢で叩いて排除しようとすることは正義とはいえないと述べ、キャンセルカルチャーに参加する人はSNSで徒党を組んで誰かを攻撃することで承認欲求を満たそうとしていると分析している。
自身も被害を受けた経験を持つ三浦瑠麗は、キャンセルカルチャーについて、異端審問または文化大革命のときの自己批判の手法と同じで、圧力をかけて相手に差異化を放棄させることは、知性を放棄させることに等しいと評した。
アメリカ現代政治を専門とする政治学者の前嶋和弘によると、原義は「多様性や公正を求めて、従来の文化や伝統、習慣などを否定し、消していくこと」「人種やジェンダー平等などの観点から、不適切な言動を否定し、ボイコットすること」である。しかし、日本では原義に当てはまらない広範囲な事例に対してまで用いられるようになっていると指摘している。
朝日新聞の高久潤は、「著名人が過去の言動を強く非難され、社会的地位を失う」という意味での「キャンセルカルチャー」が日本で2021年から「目につくようになった」として、「正当な異議申立」か「行きすぎた排除」か双方の意見を聞いた記事を書いている。

## 米日以外の国・地域
2024年時点で、キャンセルカルチャーに関する法整備はあまり進んでいないが、シンガポールでは法規制の検討が始まっている。日本でも炎上の煽動行為を侮辱罪の加重類型に該当させることで抑制すべきという議論がある。大衆によるキャンセルカルチャーの推進を懸念する評論家もいるが、中華人民共和国では官公庁が率先して行う官制キャンセルというものもある。

### 韓国
2021年3月には、韓国放送公社（KBSテレビ）の時代劇ドラマ『王女ピョンガン 月が浮かぶ川』に出演していた俳優ジスが、学生時代に複数の同級生などに校内暴力加害（いじめ）をしていたことが発覚し、降板した。ジスは、複数人の被害者によるオンラインでの告発を受けて、校内暴力をしていたことについて、過去に犯した非行を認め、弁明余地はないと謝罪した。この過程では、KBSの視聴者権益センターに、約5700人もの視聴者から降板要求があった。
ジスの事例以外でも、2020年初頭ごろの韓国では、スポーツ選手・芸能人による過去のいじめや暴力告発が取りざたされる事例が相次いでいる。例えば、双子の女子バレーボール選手イ・チェヨンとイ・ダヨン姉妹への告発である。告発同日にインスタグラムで謝罪文を公開したが、同月13日と14日に別の被害者らも彼女らの加害への告発文を投稿した。その後、所属プロチームから無期限の出場停止処分、韓国バレーボール協会から国家代表資格の無期限剥奪を通告された。

### シンガポール
2023年5月、シンガポールではキャンセル・カルチャー対策の法律を検討しているとCNNが報じた。シンガポールのシャンガム法相（当時）は、「自分たちの見解を理由にネット上で攻撃されることを恐れて公の場で実質的な発言ができなくなった人もいる。」「ヘイトスピーチと言論の自由との間の正しい境界に目を向ける必要がある。」などと述べ、キャンセルカルチャーは被害者に重大な影響を及ぼす恐れがあると指摘している。